# Leskeodon andicola
Leskeodon andicola là một loài rêu trong họ Daltoniaceae. Loài này được Spruce ex Mitt. Broth. mô tả khoa học đầu tiên năm 1907.